# Samsung Galaxy A53 5G
El Samsung Galaxy A53 5G es un teléfono inteligente de gama media basado en Android desarrollado y fabricado por Samsung Electronics como parte de su serie Galaxy A. El teléfono se anunció el 17 de marzo de 2022 en el evento Samsung Galaxy Unpacked junto con el Galaxy A33 5G y el Galaxy A73 5G.
Su precio oscila en $449 para el modelo principal de 128 GB. El tamaño de la pantalla es de 6,5 pulgadas y se ejecuta con un procesador Samsung Exynos de 5 nm. Tiene un sistema de cuatro cámaras con una cámara principal de 64 MP y una cámara frontal de 32 MP.

## Diseño

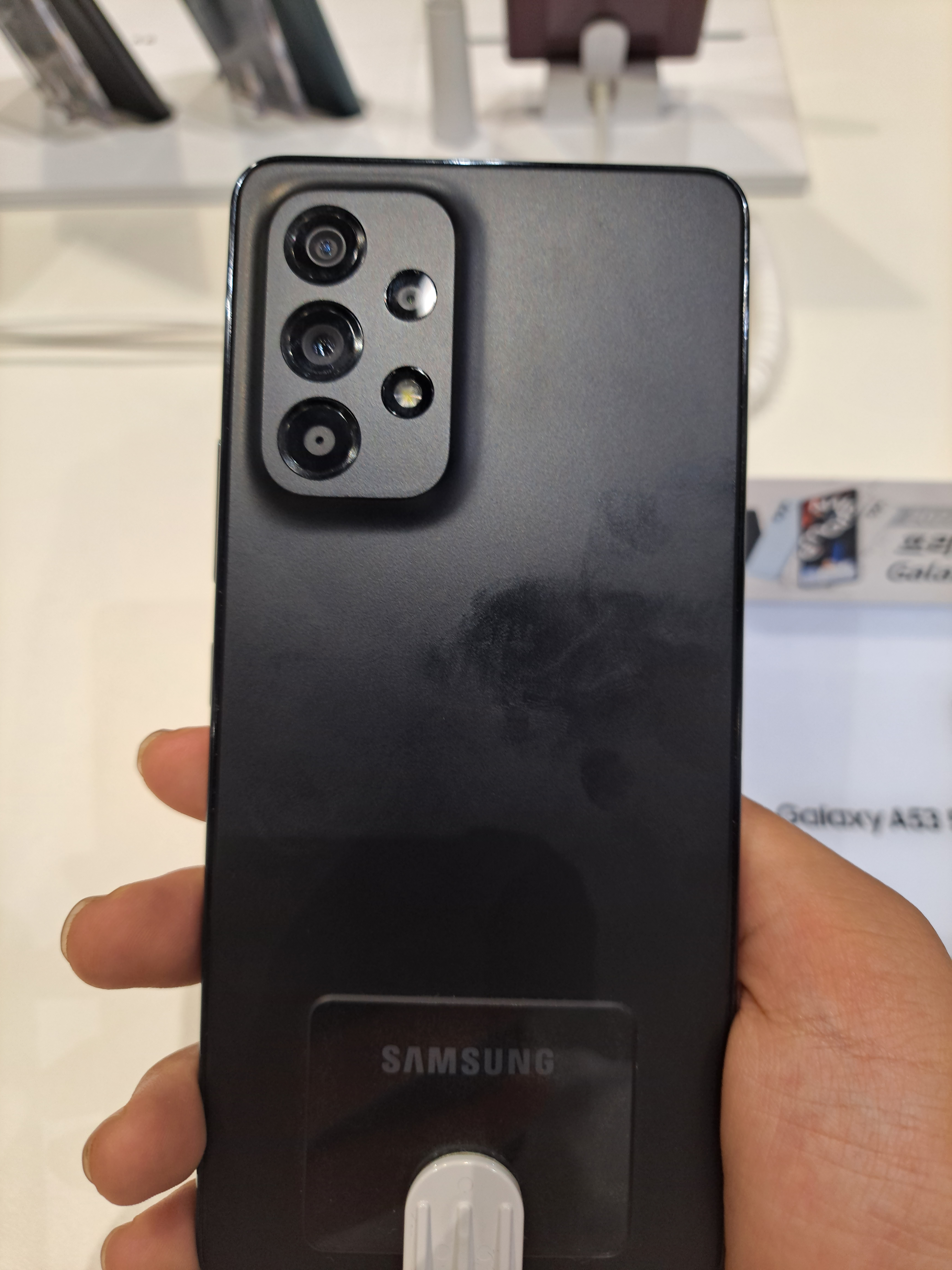
Parte trasera del Samsung Galaxy A53 5G

La pantalla está hecha de Corning Gorilla Glass 5. El panel trasero y el lateral están hechos de plástico esmerilado.
El diseño del teléfono inteligente es similar a su predecesor, pero al igual que en el Samsung Galaxy A33 5G y el Samsung Galaxy A73 5G, el panel posterior ahora es completamente plano y la transición entre el panel posterior y la unidad de la cámara es más suave. El Galaxy A53 5G, a diferencia del Samsung Galaxy A52, no tiene jack de audio de 3,5 mm. El dispositivo también tiene protección contra la humedad y el polvo según el estándar IP67.
Tiene un conector USB-C, altavoz, micrófono, según la versión una ranura para 1 tarjeta SIM o ranura híbrida para 2 tarjetas SIM y ranura para tarjeta de memoria microSD de hasta 1 TB. El segundo micrófono se encuentra en la parte superior. En el lado derecho están los botones de volumen y el botón función.
Se encuentra disponible en 4 colores: Awesome Black (negro), Awesome White (blanco), Awesome Blue (azul) y Awesome Peach (melocotón).
| Color | Nombre        |
| ----- | ------------- |
|       | Awesome Black |
|       | Awesome White |
|       | Awesome Blue  |
|       | Awesome Peach |

## Especificaciones

### Hardware
El Galaxy A53 5G es un teléfono inteligente con factor de forma tipo pizarra, que es de 159,6 × 74,8 × 8,1 mm de tamaño y pesa 189 gramos.
El dispositivo está equipado con conectividad GSM, HSPA, LTE y 5G, Wi-Fi 802.11 a/b/g/n/ac de doble banda con Bluetooth 5.1, compatibilidad con Wi-Fi Direct y hotspot con A2DP y LE, GPS con BeiDou, Galileo, GLONASS y QZSS y NFC. Tiene un puerto USB Tipo-C 2.0. Es resistente al polvo y al agua con certificación IP67.
Tiene una pantalla Super AMOLED de 6,5 pulgadas de diagonal con cámara perforada tipo Infinity-O, esquinas redondeadas, resolución FHD+ de 1080 × 2400 píxeles, con una tasa de refresco adaptativa de hasta 120hz protegida por Gorilla Glass 5.
La batería de polímero de litio de 5000 mAh no es extraíble y admite una carga rápida de 25W.
El chipset es un Samsung Exynos 1280 con una CPU octogonal (2 núcleos a 2,4 GHz + 6 núcleos a 2 GHz). La memoria interna UFS tipo 2 es de 128/256 GB ampliable con microSD hasta 1 TB, mientras que la memoria RAM es de 6 u 8 GB (según la versión elegida).
El conjunto de cámaras traseras es heredado de su antecesor, con cuatro cámaras, una principal de 64 MP, una ultra gran angular de 12 MP, una macro de 5 MP y una profundidad de 5 MP.

### Software
El sistema operativo es Android 12 "Snow Cone" personalizado con la capa One UI 4.1.